# Trek Airways
La Trek Airways è stata una compagnia aerea suadafricana che ha operato dall'agosto 1953 all'aprile 1994.

## Storia
Fondata nel 1953 dal maggior generale tedesco (in pensione) Friedrich Wilhelm von Mellenthin (1904–1997), Trek Airways fu l'unica compagnia aerea sudafricana oltre a SAA a volare su rotte internazionali. All'inizio i voli venivano operati dall'Europa al Sud Africa con uno scalo notturno. All'epoca ci si serviva soprattutto di Vickers VC.1 Viking, ma poiché questi non avevano un raggio d'azione sufficiente furono presto sostituiti, in sequenza, da Douglas DC 3, Douglas DC-4, Lockheed L-749A "Constellation", Lockheed L-1649 "Starliner".
La società operava da Londra, Düsseldorf, Vienna e Lussemburgo fino a Windhoek e Johannesburg con due o tre soste intermedie. Nel 1964 fu stipulato un accordo con Luxair in base al quale questa avrebbe trasportato passeggeri in coincidenza verso altri aeroporti europei.
Fu nel 1968 che si utilizzò il primo aereo a getto quando fu introdotto il Boeing 707, ma con l'embargo degli aerei immatricolati in Sud Africa a causa dell'Apartheid Trek dovette sospendere i voli per un certo periodo di tempo. Questi furono poi ristabiliti fino al 1976, quando l'azienda cessò l'attività operativa e si trasformò in una finanziaria che iniziò con l'acquisto di Safair Lines, poi trasformata in Flitestar (Cape). 
Nel 1991, con l'abolizione dell'Apartheid, fu ristabilita una cooperazione con Luxair/Luxavia, in base alla quale all'azienda sudafricana fu dedicato un Boeing 747SP dipinto con la vecchia livrea Trek. Fu anche durante questo periodo che Trek fondò una filiale denominata Flitestar con una flotta di Airbus A320 e ATR 72. Infatti l'atmosfera politica cambiò e nel 1990 il governo deregolamentò le regole dell'aviazione commerciale. Trek richiese ed ottenne una licenza per un servizio interno, in diretta concorrenza con SAA. Ma, a fronte di risultati poco incoraggianti, nell'aprile 1994 Flitestar cessò tutte le operazioni di volo e fu liquidata nel mese di giugno.

## Flotta
- Vickers VC.1 Viking
- Douglas DC-4
- Lockheed L-749A Constellation
- Lockheed L-1649 Starliner
- Boeing 747 SP